# Josef Aschbacher
Josef Aschbacher (Ellmau,
7 de julio de 1962) es un astrónomo y ejecutivo austriaco que trabaja en la Agencia Espacial Europea. Fue elegido Director Ejecutivo en noviembre de 2020 y asumió el cargo el 1 de marzo de 2021.

## Biografía
Josef nació y se crio en Austria. Estudió en la Universidad de Innsbruck y obtuvo una maestría y un doctorado en ciencias naturales. Comenzó su carrera como investigador científico en el Instituto Universitario de Meteorología y Geofísica entre 1985 y 1989. Posteriormente trabajó en la ESA como joven licenciado y también en el Centro Común de Investigación de la Comisión Europea. Regresó a la ESA en 2001 para trabajar como coordinador del programa Copernicus. En 2006, fue nombrado director de la oficina espacial de Copérnico. Según la Federación Astronáutica Internacional, tiene una exitosa carrera internacional en el espacio, con más de tres décadas de experiencia laboral combinada en la Agencia Espacial Europea, la Comisión Europea, la Agencia Espacial Austriaca, el Instituto Asiático de Tecnología y la Universidad de Innsbruck.
En 2016 fue nombrado Director de los Programas de Observación de la Tierra de la ESA, liderando la administración más grande de la ESA con una responsabilidad presupuestaria anual de 1.500 millones de euros, con 800 empleados e ingenieros repartidos en cuatro establecimientos de la ESA. Los programas de observación de la Tierra tienen 13 satélites en preparación y 15 en funcionamiento y 30 satélites planificados durante los próximos 10 años con tres socios financieros principales: los Estados miembros de la ESA, la Unión Europea (UE) y la  Organización Europea para la Explotación de Satélites Meteorológicos (EUMETSAT)